# Alfa Romeo 33
 (mars 2013).
Si vous disposez d'ouvrages ou d'articles de référence ou si vous connaissez des sites web de qualité traitant du thème abordé ici, merci de compléter l'article en donnant les références utiles à sa vérifiabilité et en les liant à la section « Notes et références ».
L'Alfa Romeo 33 est un modèle automobile produit par le constructeur Alfa Romeo. Son nom fait référence aux type 33, célèbres prototypes ayant gagné plusieurs championnats du monde au début des années 1970.
Elle est une évolution de l’Alfasud produite de 1983 à 1995. Ses moteurs boxer essence sont déclinés en trois cylindrées (1,3, 1,5, 1,7 L) ; un turbodiesel équipera également certains modèles.
Le modèle se révèlera assez robuste et performant, mais sera tout de même victime d’une mauvaise réputation, héritée de l'Alfasud et de ses problèmes de corrosion. La 33 n’en fut pas moins un succès commercial. Elle contribua à attirer à la marque de nouveaux clients et plus de jeunes.
La 33 est restylée en 1989 avec une nouvelle calandre et des feux arrière constitué d'une seule bande continue, à l'instar de l'Alfa Romeo 164. Le moteur boxer reçoit également dans sa déclinaison la plus puissante deux culasses multisoupapes, portant la puissance à 137 ch.
L’Alfa 33 est remplacée, en 1994, par la 145.

## Historique

Phases de l'Alfa Romeo 33
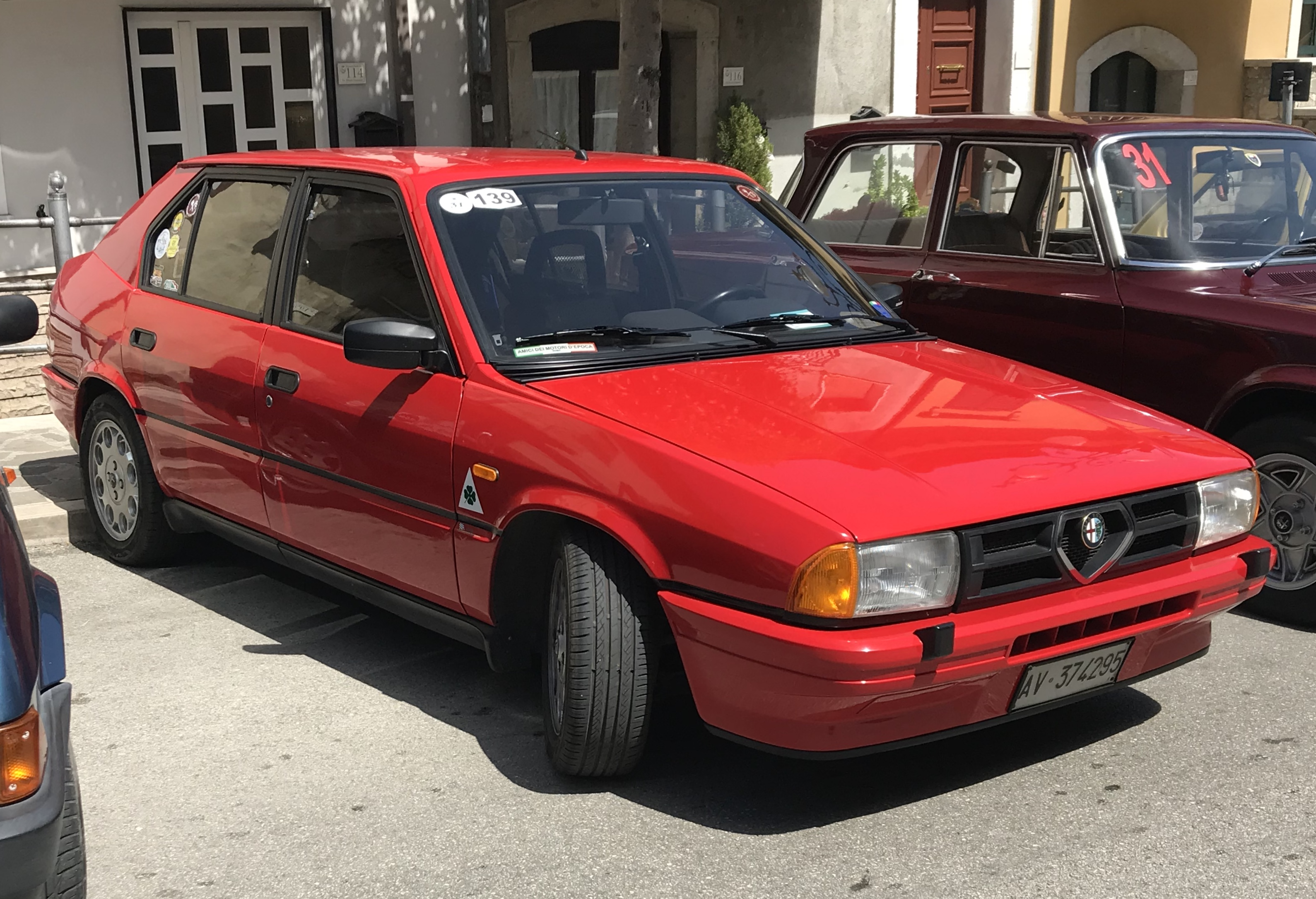
Phase 1 (1983-1986)
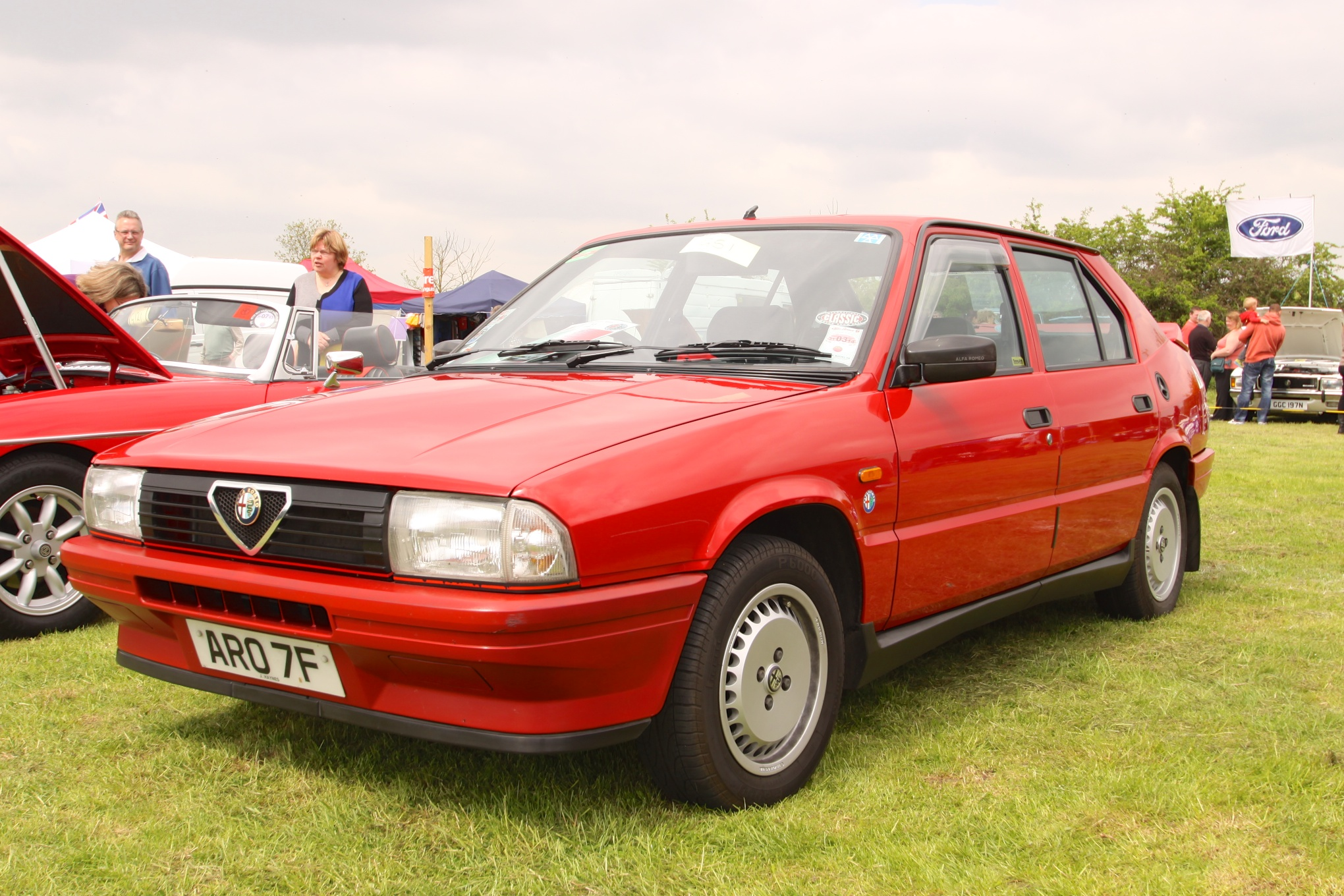
Phase 2 (1986-1990)
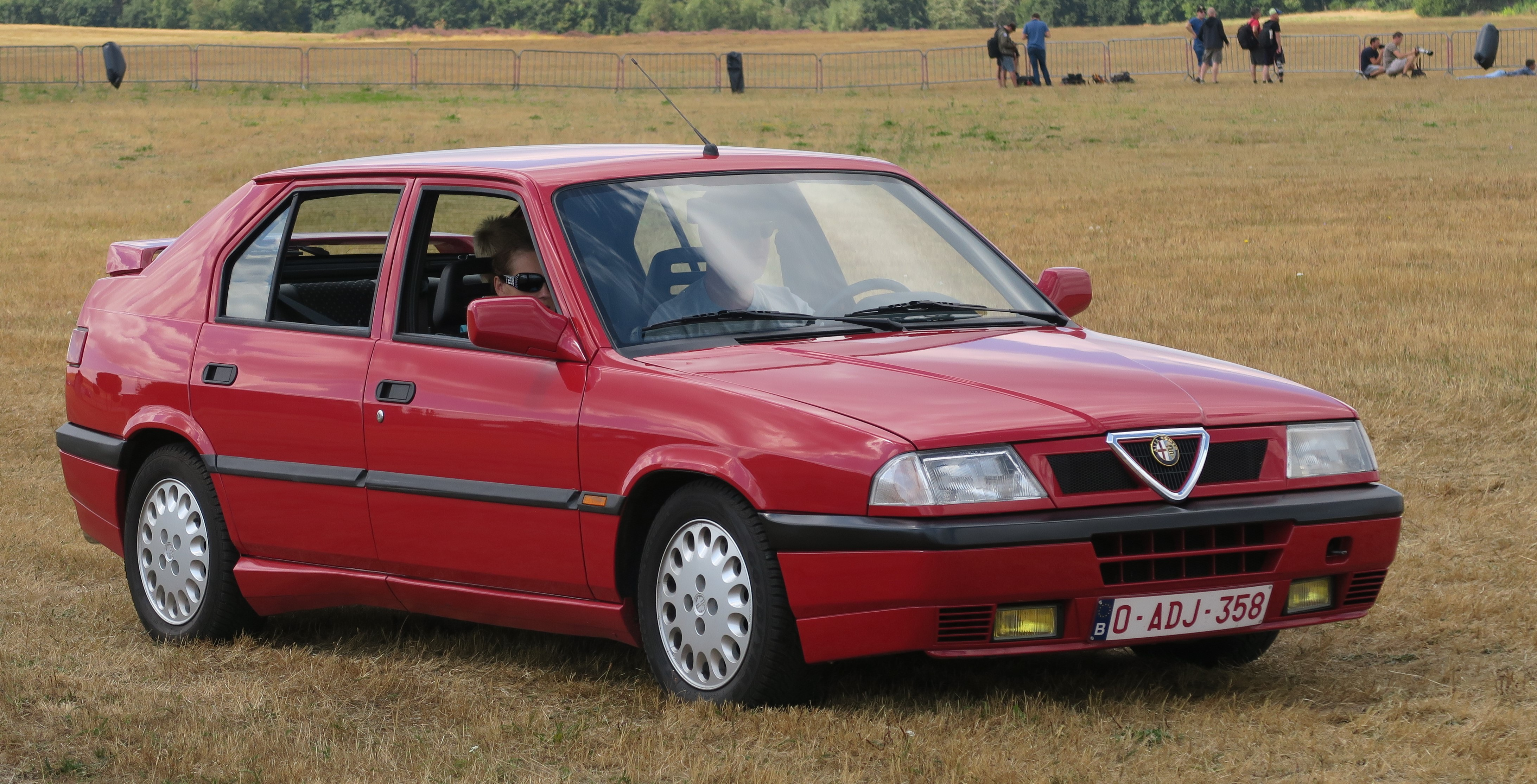
Phase 3 (1990-1995)

Au moment de donner une succession à l'Alfasud, Alfa Romeo décide de changer de carrosserie, tout en conservant une bonne partie de la mécanique et du châssis : moteur Boxer traction avant, train arrière doté d'un essieu rigide avec parallélogramme de Watt, freins à disque à l'avant (sur les moyeux) et tambours à l'arrière sauf en option sur la série 3 uniquement sur la 1.7 16V QV. (différence notable avec l'Alfasud qui disposait de 4 disques, dont les antérieurs accolés à la boîte) et boîte 5 vitesses sur toutes les versions.
Pour pallier l'absence de véritable nouveauté, il a été décidé d'opter pour une ligne totalement différente du modèle précédent : le crayon d'Ermano Cressoni dessine un véhicule à deux volumes et demi avec hayon arrière avec un intérieur plus moderne et fonctionnel.
Comme pour le succès de l'Alfa Romeo 75, et malgré l'ancienneté de la mécanique, la modernité du projet permet à la nouvelle Alfa Romeo 33 de maintenir au plus haut l'image de la marque.
L'Alfa 33, disponible seulement en 5 portes, était assemblée à Pomigliano d'Arco et obtiendra un succès enviable : entre 1983 et 1995, près d'un million d'exemplaires ont été produits. Le succès était dû au bon comportement routier, aux prestations brillantes, à la fiabilité, à l'originalité de la ligne et au bruit incomparable de son moteur Boxer.
En 12 ans de production, elle profitera de nombreuses évolutions, aussi bien techniques qu'esthétiques. Toutefois, sa carrière peut être divisée en trois séries.

### Première série (1983 - 1986)
Au moment de sa présentation en 1983, l'Alfa 33, est disponible en deux versions : la 1.3, dotée du 4 cylindres boxer carburateur simple de 1 351 cm3 développant 79 ch (le même que l'Alfasud 1.3 SC), et la 1.5 Quadrifoglio Oro, dotée du boxer carburateur double corps de 1 490 cm3 de 95 ch (provenant de la même version sur l'Alfasud). Les deux versions se différenciaient également par l'équipement. La plus richement dotée, Quadrifoglio Oro, est reconnaissable par la calandre couleur argent, les larges bandes latérales, les enjoliveurs spécifiques, les baguettes dorées sur les pare-chocs, le plastique des clignotants avant de couleur blanche, les revêtements intérieurs en tissu de qualité supérieure, le volant en bois et une dotation plus complète. La 1.3, privée de bandes latérales, reçoit une calandre noire, des enjoliveurs noirs, des transparents orange sur les clignotants avant, un volant en plastique, des revêtements moins riches et une dotation réduites.

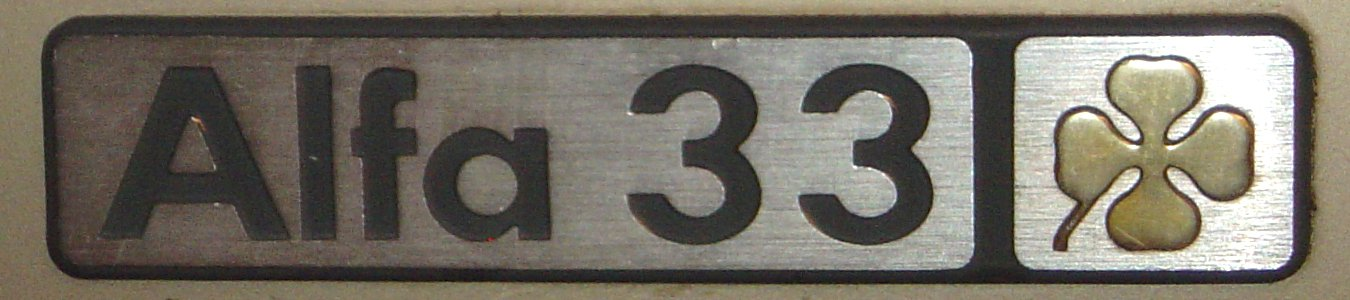
Logo “Quadrifoglio Oro” sur une Alfa 33 première série.

En 1984, avec l'arrêt définitif de l'Alfasud, la gamme de l'Alfa 33 s'est enrichie des versions 1.3 S, 1.5 4x4, 1.5 Quadrifoglio Verde et Giardinetta.
La 1.3 S est une 1.3 équipée du 1 351 cm3 avec carburateur double corps de 86 ch, alors que la 1.5 Quadrifoglio Verde (dotée du moteur boxer 105 ch de 1 490 cm3, lui aussi provenant de l'ancienne Alfasud Ti) affiche une connotation plus sportive : pare-chocs et bandes latérales peints, calandre spécifique, aileron arrière, jantes en alliage, jupes, sièges sport à l'avant avec appuis-tête perforés. La 1.5 4x4 est identique à la Quadrifoglio Oro (de laquelle elle héritait le moteur de 95 ch au départ avec carburateur simple puis à double corps) mais dotée d'une transmission intégrale enclenchable.
Le "break" Giardinetta bien également compléter la gamme. Dessinée par Pininfarina et dotée d'un équipement identique à celui de la Quadrifoglio Oro, la Giardinetta est disponible en à traction et en 4x4, chaque fois doté du 1 490 cm3 de 95 ch avec carburateur double corps.
Le plus grand défaut de l'Alfa 33 première série était certainement sa consommation liée à un arbre à cames plutôt sportif et à une alimentation mécanique à carburateur. Le niveau de finition et le système de ventilation peu efficace étaient insatisfaisants également.
En 1988, un prototype hybride voit le jour. L'Alfa Romeo 33 Ibrida  repose sur la première série en version Sport Wagon. Le boxer de 1,5 litre est relié au moteur électrique par la boite de vitesses. Le schéma choisi permet à la voiture de rouler exclusivement en électrique, en thermique, ou en hybride. Elle ne dépassera pas le stade de prototype.

### Restylage de la première série dit «série 2» (mi 1986 à début 1990)
1986 a été l'année de la maturité pour l'Alfa 33. À l'automne de cette année, sa dénomination commerciale change d'Alfa 33 en 33 et se distingue de la première série par quelques détails esthétiques : nouvelle plaque d'identification, clignotants avant (blancs) et arrière (blancs et rouges au lieu des couleurs orange/rouge/blanc), la nouvelle calandre scudetto à mailles horizontales plus larges et nouvel écusson, pare-chocs revus et minijupes sur toute la gamme. Mais les véritables nouveautés se trouvent dans l'habitacle, complètement redessiné : le tableau de bord tourmenté cède la place à une planche plus conventionnelle au design linéaire interrompu simplement par casquette des compteurs, identiques à celui des séries précédentes mais plus lisibles. Le volant change et perd son curieux coussin central, alors que les revêtements et les panneaux des portières recouvrent une part plus importante. La gamme de 1986, plus rationnelle dans les équipements, mais non privée de certains défauts, se compose des versions 1.3 et 1.3 S, de la 1.5 TI de 105 ch, qui remplace les Quadrifoglio Verde et Quadrifoglio Oro, de la 1.5 4x4 de 105 ch et des nouvelles 1.7 Quadrifoglio Verde et 1.8 Turbodiesel.
Plusieurs séries spéciales comme :
- 33 RED et 33 Blue avec la 1.3S (86 ch).
- 33 Veloce avec soit 1.3S (86 ch), 1.5 (95 ch), 1.5 T.I (105 ch).

La nouvelle gamme comprenait :
- 33 1.3 (1 351 cm3, 79 ch)
- 33 1.3 S (1 351 cm3, 86 ch)
- 33 1.5 Ti (1 490 cm3, 105 ch)
- 33 1.5 4x4 (1 490 cm3, 95 ch)
- 33 1.7 Quadrifoglio Verde (1 712 cm3, 114 ch) (poussoir mécanique) 1987 uniquement
- 33 1.7 Quadrifoglio Verde (1 712 cm3, 118 ch) (poussoir hydraulique) fin 1987 à 1990.
- 33 Giardinetta 1.3 (1 351 cm3, 86 ch)
- 33 Giardinetta 1.5 (1 490 cm3, 95 ch)
- 33 Giardinetta 1.5 4x4 (1 490 cm3, 95 ch)

Au début de l'année 1988, l'injection est introduite sur le 1.7 dont la puissance descend à 110 ch au lieu des 118 ch de la Quadrifoglio Verde à carburateur. Cependant les versions à carburateur perdurent jusqu'en 1989.

### Troisième série (1990-1995)
Dans le panorama automobile de la fin des années 1980, la concurrence sort des modèles stylistiquement plus avancés, notamment dans le segment C : en 1988, la Fiat Tipo et la Renault 19 sont lancées, et l'année suivante la Peugeot 309, la Volkswagen Golf et la Rover 200 sont profondément remaniées. De ce fait, à l'automne 1989, la 33 a été soumise à un restylage substantiel, en suivant le nouveau style introduit par la 164.
Les modifications portent sur l'avant avec un nouveau spoiler et des pare-chocs plus enveloppants, les poignées des portières et l'intérieur complètement redessiné. Le restylage concerne également peu de temps après la version Giardinetta, désormais dénommée Sportwagon, mais il se limitera seulement à la partie avant.
La gamme de motorisation est également revue. L'entrée de gamme est constituée par le 1.3 S de 1986 (1 351 cm3, double carburateur double corps, 86 ch) et le 1.5 (1 490 cm3, double carburateur double corps, 105 ch). Le haut de gamme est représenté par un 1.7 à injection, 8 soupapes (118 ch) puis 16 soupapes (137 ch). Cette dernière est disponible en traction ou en quatre roues motrices avec répartition automatique de la motricité entre les essieux.
Le turbo diesel est remis à jour avec l'adoption d'un échangeur air/air et par l'augmentation de la pression de la suralimentation à 1,2 bar, voit sa puissance augmenter à 84 ch.
La mécanique et le châssis subissent des adaptations marginales pour corriger autant que possible les défauts des suspensions et de la géométrie du train avant, alors que l'habitacle sera encore amélioré.
Les tirants de train arrière sont également modifiés.
La nouvelle gamme comprend :
- 33 1.3
- 33 1.3 L
- 33 1.3 VL
- 33 1.5
- 33 1.7 i.e.
- 33 1.7 i.e. 4x4 (transmission aux quatre roues enclenchable)
- 33 1.7 i.e. 16v Elegante 137 ch
- 33 1.7 i.e. 16v Elegante 132 ch (catalysé)
- 33 1.7 i.e. 16v Quadrifoglio Verde 137 ch
- 33 1.7 i.e. 16v quadrifoglio verde 132 ch (catalysé)
- 33 1.7 i.e. 16v Permanent4 (transmission intégrale permanente)
- 33 1.7 i.e. 16v Q4 (catalysé) (transmission intégrale permanente)
- 33 1.8 TD
- 33 Sport Wagon 1.3
- 33 Sport Wagon 1.3 L
- 33 Sport Wagon 1.5 i.e. 4x4
- 33 Sport Wagon 1.7 i.e.
- 33 Sport Wagon 1.7 i.e. 4x4
- 33 Sport Wagon 1.7 i.e. 16V
- 33 Sport Wagon 1.8 TD

La version avec moteur 1.7, 8 soupapes, se distingue par ses pare-chocs teintés et un équipement plus riche, alors que la Quadrifoglio Verde et la Q4 ont une connotation plus sportive : calandre avant cerclée de rouge, spoiler avant teinté, aileron arrière teinté, jupes, pare-chocs plus importants, jantes spécifiques en alliage et sièges sport, ressorts différents sur les QV/P4/Q4, vitres teintées.
En 1992, le turbo diesel est supprimé puis en 1993, avec les nouvelles normes anti-pollution, les moteurs sont dotés d'une injection électronique multipoint et d'un pot catalytique. Les puissances étaient de 90 ch pour le 1.3 i.e., 97 ch pour le 1.5 i.e., 115 ch pour le 1.7 i.e. et de 132 ch pour le 1.7 i.e. 16v.  
Parmi les versions spéciales en série limitée, on peut rappeler la 33 Imola, produite en 1993 et doté d'un moteur 1 351 cm3 de 90 ch avec des finitions extérieures et intérieures particulières, comme les minijupes aérodynamiques, aileron arrière, jantes en alliage, intérieur cuir, autoradio et autres accessoires de série. Ce modèle au look plus agressif est décliné en trois coloris : rouge, blanc et noir.
Par la suite la version Imola sera remplacée par la version Trofeo jusqu'à la fin de sa carrière, à la suite du décès de Senna à Imola. La sellerie changera pour une version toujours typé sport mais en simili alcantara et skaï. Couleur ajouté également le noir 632 (avec des reflets violet), et un gris métallisé.
Ainsi, de 1993 à 1995, la 33 continue à être présente sur le marché avec les seules versions catalysées, approchant le cap du million d'exemplaires.
À l'automne 1994, la 33, qui accusait le poids de onze années de carrière et avant de sortir définitivement de la scène, jouxte la toute nouvelle 145, jusqu'à la sortie de la 146 en 1995, destinée à la remplacer.

## Caractéristiques

### Dimensions
| L × l × h (mm)         | 33 : 4 010 × 1 613 × 1 300 / Giardinetta : 4 140 × 1 610 × 1 320 | 33 : 4 010 × 1 613 × 1 300 / Giardinetta : 4 140 × 1 610 × 1 320 | 33 : 4 010 × 1 613 × 1 300 / Giardinetta : 4 140 × 1 610 × 1 320 | 33 : 4 010 × 1 613 × 1 300 / Giardinetta : 4 140 × 1 610 × 1 320 | 33 : 4 010 × 1 613 × 1 300 / Giardinetta : 4 140 × 1 610 × 1 320 | 33 : 4 010 × 1 613 × 1 300 / Giardinetta : 4 140 × 1 610 × 1 320 | 33 : 4 010 × 1 613 × 1 300 / Giardinetta : 4 140 × 1 610 × 1 320 |
| Poids (kg)             | 910                                                              | 920                                                              | 970                                                              | 910                                                              | 910                                                              | 960                                                              | 1 010                                                            |
| Capacité coffre (L)    | 33 : 400 à 1 200 / Giardinetta : 600 à 1 300                     | 33 : 400 à 1 200 / Giardinetta : 600 à 1 300                     | 33 : 400 à 1 200 / Giardinetta : 600 à 1 300                     | 33 : 400 à 1 200 / Giardinetta : 600 à 1 300                     | 33 : 400 à 1 200 / Giardinetta : 600 à 1 300                     | 33 : 400 à 1 200 / Giardinetta : 600 à 1 300                     | 33 : 400 à 1 200 / Giardinetta : 600 à 1 300                     |
| Capacité réservoir (L) | 50                                                               | 50                                                               | 50                                                               | 50                                                               | 50                                                               | 50                                                               | 50                                                               |
| Pneumatiques           | 165/70SR13                                                       | 165/70SR13                                                       | 165/70SR13                                                       | 175/70TR13                                                       | 175/70TR13                                                       | 185/60HR14                                                       | 175/70TR13                                                       |

### Motorisations (Phase 1 et 2)
| Cylindres / Soupapes       | 4 cylindres / 8 soupapes / 1 ACT | 4 cylindres / 8 soupapes / 1 ACT | 4 cylindres / 8 soupapes / 1 ACT | 4 cylindres / 8 soupapes / 1 ACT | 4 cylindres / 8 soupapes / 1 ACT | 4 cylindres / 8 soupapes / 1 ACT | 3 cyl / 6 s / 1 ACT |
| Cylindrée (cm3)            | 1 351                            | 1 351                            | 1 490                            | 1 490                            | 1 490                            | 1 712                            | 1 779               |
| Alésage (mm) × course (mm) | 80 × 67,2                        | 80 × 67,2                        | 84 × 67,2                        | 84 × 67,2                        | 84 × 67,2                        | 87 × 72                          | 92 × 89,2           |
| Puissance maximale (ch)    | 79                               | 86                               | 85                               | 95                               | 105                              | 118                              | 72                  |
| au régime de (tr/min)      | 6 000                            | 5 800                            | 5 800                            | 5 800                            | 5 800                            | 5 800                            | 4 200               |
| Couple maximal (N m)       | 113                              | 121                              | 121                              | 133                              | 136                              | 150                              | 130                 |
| au régime de (tr/min)      | 3 500                            | 4 000                            | 4 000                            | 4 000                            | 4 000                            | 3 500                            | 4 000               |
| Alimentation               | 1 Carbu. double                  | 2 Carburateurs double corps      | 2 Carburateurs double corps      | 2 Carburateurs double corps      | 2 Carburateurs double corps      | 2 Carburateurs double corps      | Injection mécanique |
| Suralimentation            |                                  |                                  |                                  |                                  |                                  |                                  | Turbo               |
| Roues motrices             | Avant                            | Avant                            | 4x4                              | Avant                            | Avant                            | Avant                            | Avant               |
| Boîte de vitesses          | Manuelle 5 vitesses              | Manuelle 5 vitesses              | Manuelle 5 vitesses              | Manuelle 5 vitesses              | Manuelle 5 vitesses              | Manuelle 5 vitesses              | Manuelle 5 vitesses |
| Vitesse maximale (km/h)    | 167                              | 173                              | 164                              | 178                              | 186                              | 196                              | 165                 |
| 0-100 km/h (s)             | 12,5                             | 11,4                             | -                                | 10,6                             | 9,4                              | 8,9                              | 14                  |
| 1 000 m départ arrêté (s)  | 33,9                             | 33,2                             | 34,4                             | 32,5                             | 31,5                             | 30,2                             | 36,5                |
| Consommation (L/100 km)    | 5,8                              | 5,7                              | 7,6                              | 7,2                              | 6,2                              | 8                                | 4,9                 |

### Motorisations (Phase 3)
| MOTORISATIONS                |                                                                 |                                                                 |                                                                 |                                                                 |                                                                 |                                                                 |                                                                 |
| Modèle                       | 1.4                                                             | 1.5                                                             | 1.7                                                             | 1.8 TD                                                          |                                                                 |                                                                 |                                                                 |
| Année                        | 1990                                                            | 1992                                                            | 1990                                                            | 1992                                                            | 1990                                                            | 1991                                                            | 1990                                                            |
| Emplacement moteur           | Avant longitudinal                                              | Avant longitudinal                                              | Avant longitudinal                                              | Avant longitudinal                                              | Avant longitudinal                                              | Avant longitudinal                                              | Avant longitudinal                                              |
| Cylindres / Soupapes         | 4 cylindres / 8 soupapes / 1 ACT                                | 4 cylindres / 8 soupapes / 1 ACT                                | 4 cylindres / 8 soupapes / 1 ACT                                | 4 cylindres / 8 soupapes / 1 ACT                                | 4 cyl / 16 s / 2 ACT                                            | 4 cyl / 16 s / 2 ACT                                            | 3 cyl / 6 s / 1 ACT                                             |
| Cylindrée (cm3               | 1 351                                                           | 1 351                                                           | 1 490                                                           | 1 490                                                           | 1 712                                                           | 1 712                                                           | 1 779                                                           |
| Alésage × Course (mm)        | 80 × 67,2                                                       | 80 × 67,2                                                       | 84 × 67,2                                                       | 84 × 67,2                                                       | 87 × 72                                                         | 87 × 72                                                         | 92 × 89,2                                                       |
| Puissance (kW (ch) à tr/min) | 64 (88) / 6 000                                                 | 65 (90) / 6 000                                                 | 77 (105) / 6 000                                                | 73 (97) / 6 000                                                 | 100 (137) / 6 500                                               | 100 (137) / 6 500                                               | 62 (84) / 4 000                                                 |
| Couple (N m à tr/min)        | 124 / 4 000                                                     | 118 / 4 500                                                     | 139 / 4 500                                                     | 130 / 4 500                                                     | 164 / 4 600                                                     | 164 / 4 600                                                     | 178 / 2 400                                                     |
| Alimentation                 | 2 Carbu. double corps                                           | Injection électronique                                          | 2 Carbu. double corps                                           | Injection électronique                                          | Injection électronique                                          | Injection électronique                                          | Injection mécanique                                             |
| Suralimentation              |                                                                 |                                                                 |                                                                 |                                                                 |                                                                 |                                                                 | Turbo                                                           |
| DIRECTION ET TRANSMISSION    |                                                                 |                                                                 |                                                                 |                                                                 |                                                                 |                                                                 |                                                                 |
| Direction                    | Crémaillère                                                     | Crémaillère                                                     | Crémaillère                                                     | Crémaillère                                                     | Crémaillère, assistée                                           | Crémaillère, assistée                                           | Crémaillère, assistée                                           |
| Roues motrices               | Avant                                                           | Avant                                                           | Avant                                                           | Avant                                                           | Avant                                                           | 4x4                                                             | Avant                                                           |
| Boîte de vitesses            | Manuelle 5 vitesses                                             | Manuelle 5 vitesses                                             | Manuelle 5 vitesses                                             | Manuelle 5 vitesses                                             | Manuelle 5 vitesses                                             | Manuelle 5 vitesses                                             | Manuelle 5 vitesses                                             |
| DIMENSIONS                   |                                                                 |                                                                 |                                                                 |                                                                 |                                                                 |                                                                 |                                                                 |
| L × l × h (mm)               | 33 : 4 075 × 1 613 × 1 350 / Sportwagon : 4 200 × 1 613 × 1 350 | 33 : 4 075 × 1 613 × 1 350 / Sportwagon : 4 200 × 1 613 × 1 350 | 33 : 4 075 × 1 613 × 1 350 / Sportwagon : 4 200 × 1 613 × 1 350 | 33 : 4 075 × 1 613 × 1 350 / Sportwagon : 4 200 × 1 613 × 1 350 | 33 : 4 075 × 1 613 × 1 350 / Sportwagon : 4 200 × 1 613 × 1 350 | 33 : 4 075 × 1 613 × 1 350 / Sportwagon : 4 200 × 1 613 × 1 350 | 33 : 4 075 × 1 613 × 1 350 / Sportwagon : 4 200 × 1 613 × 1 350 |
| Poids (kg)                   | 940                                                             | 940                                                             | 945                                                             | 950                                                             | 1 015                                                           | 1 070                                                           | 1 070                                                           |
| Capacité coffre (L)          | 33 : 400 à 1 200 / Sportwagon : 600 à 1 300                     | 33 : 400 à 1 200 / Sportwagon : 600 à 1 300                     | 33 : 400 à 1 200 / Sportwagon : 600 à 1 300                     | 33 : 400 à 1 200 / Sportwagon : 600 à 1 300                     | 33 : 400 à 1 200 / Sportwagon : 600 à 1 300                     | 33 : 400 à 1 200 / Sportwagon : 600 à 1 300                     | 33 : 400 à 1 200 / Sportwagon : 600 à 1 300                     |
| Capacité réservoir (L)       | 50                                                              | 50                                                              | 50                                                              | 50                                                              | 50                                                              | 50                                                              | 50                                                              |
| Pneumatiques                 | 165/70SR13                                                      | 165/70SR13                                                      | 175/70TR13                                                      | 175/70TR13                                                      | 185/60HR14                                                      | 185/60HR14                                                      | 175/70TR13                                                      |
| PERFORMANCES                 |                                                                 |                                                                 |                                                                 |                                                                 |                                                                 |                                                                 |                                                                 |
| Vitesse maxi (km/h)          | 178                                                             | 178                                                             | 188                                                             | 186                                                             | 208                                                             | 205                                                             | 175                                                             |
| 0 à 100 km/h (s)             | 11,5                                                            | 11,5                                                            | 9,8                                                             | 10,5                                                            | 8,2                                                             | 8,4                                                             | 13,7                                                            |
| 1 000 m départ arrêté (s)    | 32,9                                                            | 33,2                                                            | 31,5                                                            | 31,7                                                            | 29,2                                                            | 30,2                                                            | 34,7                                                            |
| CONSOMMATION                 |                                                                 |                                                                 |                                                                 |                                                                 |                                                                 |                                                                 |                                                                 |
| à 90 km/h (L/100 km)         | 5,7                                                             | 5,8                                                             | 6,2                                                             | 6                                                               | 5,9                                                             | 6                                                               | 4,9                                                             |
| à 130 km/h (L/100 km)        | 7,9                                                             | 7,8                                                             | 7,9                                                             | 8                                                               | 7,9                                                             | 8                                                               | 7                                                               |
| Ville (L/100 km)             | 9,9                                                             | 9,5                                                             | 10,9                                                            | 9,5                                                             | 10,4                                                            | 10,5                                                            | 7,3                                                             |

## Dans la culture populaire

### Jeux vidéo
- London Racer (1999)
- Urlaubs Raser (2000)
- Autobahn Raser II (2000)
- Autobahn Raser III (2000)
- Paris-Marseille Racing (2000)

### Films
- Sur la branche (2023) [3]